# Bóg nie jest wielki
Bóg nie jest wielki. Jak religia wszystko zatruwa – książka publicystyczna autorstwa pisarza i dziennikarza Christophera Hitchensa, wydana w maju 2007 roku.
Opisuje w niej religię jako „okrutną, irracjonalną, nietolerancyjną, sprzyjającą rasizmowi, plemienną, bigoteryjną, zaangażowaną w ignorancję i wrogą wobec niezależnych dociekań, wymuszającą pogardę wobec kobiet i przymus wobec dzieci”. Argumentacja łączy osobiste relacje, udokumentowane opowieści oraz krytyczną analizę tekstów religijnych. Treść dotyczy głównie religii bliskowschodnich, ale autor omawia także inne religie takie jak np. hinduizm i buddyzm.
Krytyka religii skoncentrowana jest na czterech punktach:
1. Religia myli się co do początków ludzkości i wszechświata;
2. Religia wymusza nieuzasadnione tłumienie ludzkiej natury;
3. Religia skłania ludzi do przemocy i ślepego posłuszeństwa wobec autorytetów;
4. Religia jest z natury wroga wobec niezależnych dociekań.

Polskie tłumaczenie ukazało się nakładem Wydawnictwa Sonia Draga w październiku 2007. ISBN 978-83-7508-057-5